# Portolanski zemljevid
Portolan ali portolanski zemljevid so starodavne pomorske karte, ki so bile prvič izdelane v 13. stoletju v sredozemskem bazenu in kasneje razširjene, da bi vključevale tudi druge regije, ki so bile prepoznane po svoji visoki kartografski natančnosti. Beseda portolan prihaja iz italijanščine portulano, kar pomeni 'povezan s pristanišči ali privezi' in ki že od 17. stoletja označuje »zbirko smeri jadranja«. 

## Definicija
Izraz »portolanski zemljevid« je nastal v 1890-ih, ker je bilo takrat predpostavljeno, da so ti zemljevidi povezani s portolani, srednjeveškimi ali zgodnje modernimi knjigami – priročniki - s pomorskimi navigacijskimi podatki (smer plovbe in razdalja med kraji), namenjeni priobalni plovbi . Druga imena, ki so bila predlagana, vključujejo zemljevid smernih linij, kompasne mreže , medtem ko jih moderni francoski znanstveniki raje imenujejo navtične karte, da bi se izognili kakršnemu koli odnosu s portolani. 
V literaturi obstajajo številne definicije portolanskega zemljevida. Ozka opredelitev vključuje samo srednjeveške , eventualno zgodnje moderne pomorske karte (tj. zemljevide, ki zajemajo predvsem obmorske in ne celinske regije), ki vključujejo kompasno mrežo in ne kažejo nobene navedbe uporabe zemljepisne širine ali zemljepisne dolžine. Geografski obseg teh večinoma srednjeveških portolanskih kart je omejen na Sredozemsko in Črno morje z možnim podaljšanjem zahodnoevropskih obal do Skandinavije in zahodnoafriških obal do Gvineje. Nekateri avtorji dodatno omejujejo izraz »portolanski zemljevid« na enostranske karte, narisane na pergamentu , medtem ko se knjige, ki vsebujejo več pomorskih kart, imenujejo navtični atlas.
Širša definicija portolanskega zemljevida zajema vsako pomorsko karto ali atlas, ki ustreza naslednjim serijam slogovnih zahtev: narisana ročno, s kompasno mrežo, ki izhajajo iz središča skritih krogov, osredotočenih na obale in otoke, s krajevnimi imeni. napisana pravokotno na obalo s kopenske strani in z redkimi informacijami o notranjosti kopenskih mas . Ta širša definicija zajema karte potencialno vseh pomorskih in celo zemljevidov celotnega sveta, ki se včasih imenujejo navtične planisfere, če izpolnjujejo prej omenjene kriterije. Vključuje tudi navtične karte, ki prikazujejo geografske širine in so jih drugi avtorji imenovali »širinske karte«, da bi jih razlikovali od primernih portolanskih kart, za katere se domneva, da so bile narejene na podlagi mrtvih računskih informacij. 

## Vsebina

### Smerne linije
Portolanski zemljevidi imajo skupne značilne smerne linije, ki izhajajo iz kompasne mreže, ki so na različnih točkah na zemljevidu. Te so ustvarjene z opazovanjem in kompasom in označujejo črte azimuta (čeprav se ne smejo zamenjati s sodobnimi smernimi linijami in meridiani).
Če želimo razumeti, je treba te linije bolje imenovati "linije kompasove vetrnice", moramo vedeti, da je za portolanske karte značilno pomanjkanje kartografskih projekcij, za kartometrično preiskavo pa je bilo razvidno, da v teh kartah ni bila uporabljena nobena projekcija, in te ravne črte so loksodromske le, če je bila karta sestavljena na ustrezni projekciji. 
Kot navaja Leo Bagrow: .. beseda ("Rhumbline") je napačno uporabljena za pomorske karte tega obdobja, ker loksodrom daje natančen potek šele, ko je grafikon narisan na ustrezni projekciji. V zgodnjih kartah ni bila uporabljena nobena projekcija, zaradi česar smo ohranili ime »portolan«.
Kompasna mreža je sestavljena iz 16 mrež vetrov z 32-timi smermi vetrov v črni, zeleni in rdeči barvi. Barve smeri vetrov kompasne mreže si sledijo v istem zaporedju, kot jih je predlagal Cortés v svojem delu (Pujades i Bataller, 2007, 471– 472); črte, ki označujejo glavne smeri vetrov so izrisane s črno barvo, smeri vetrov na polovici z zeleno in smeri vetrov med črnimi in zelenimi smermi z rdečo barvo.. Glavne linije so usmerjene na magnetni severni pol. Tako so se mrežne linije zaradi naravnih sprememb magnetne deklinacije Zemlje nekoliko spreminjale za karte, izdelane v različnih obdobjih. Te črte so podobne kompasu, ki je prikazan na kasnejših zemljevidih in kartah. »Vsi portolanski zemljevidi imajo kompasne vrtnice, čeprav niso nujno popolne s polnimi 32-timi smermi vetrov; kompasno vetrnico ... zdi se, da je bila katalonska inovacija«. 

## Uporaba
Portolanska karta združuje natančne zapiske besedila periplusa ali rokopisa, ki navaja pristanišča in obalne znamenitosti, po vrstnem redu in s približnimi razdaljami, ki jih je kapitan plovila lahko pričakoval ob obali, z dekorativnimi ilustracijami srednjeveškega T—O zemljevida (latinsko orbis terrarum). Poleg tega so karte zagotavljale realistične upodobitve obal. Namenjene so bile praktični uporabi pomorščakov tega obdobja. Portolani niso upoštevali ukrivljenosti zemlje, zaradi tega niso bili koristni kot navigacijska orodja za prehod preko odprtega oceana, in so jih zamenjale kasnejše Mercatorjeve projekcijske karte. Portolani so bili najbolj koristni pri prepoznavanju značilnih točk v bližini. Portolani so bili koristni tudi za plovbo v manjših vodnih telesih, kot so Sredozemsko, Črno ali Rdeče morje.

## Izdelava
Najbolj razširjene portolanske karte od leta 1500 so bile narejene na velumu, to je visokokakovostna vrsta pergamenta, narejen iz telečje kože. Posamezne karte so bile običajno v roli, medtem ko so bile tiste, ki so bile del atlasov, prilepljene na lesene ali kartonske opore. 
Najstarejša pojasnila o tem, kako narisati portolansko karto, izvirajo iz 16. stoletja, zato je mogoče sklepati le o tehnikah, ki so jih uporabljali srednjeveški kartografi. Instrumenti, ki so bili na voljo v srednjem veku, naj bi bili ravnilo, par razdelilcev, pero in črnilo različnih barv. Risanje se je verjetno začelo s kompasnimi vetrnicami, nato pa je kartograf kopiral obalne obrise iz nekega zgodnejšega zemljevida. Na koncu so bila dodana krajevna imena, geografski podatki in dekoracija. 

### Centri za izdelavo
Po svojem izvoru so zgodovinarji 19. stoletja ločili dve glavni družini portolanskih kart: italijansko, razvito predvsem v Genovi, Benetkah in Rimu in katalonsko, kjer je bila Palma de Mallorca glavno proizvodno središče. Portugalske karte so bile verjetno izpeljane iz katalonske tradicije, arabske portolanske karte pa so bile priznane šele kasneje, v drugi polovici 20. stoletja.

#### Italijanski
Veliko italijanskih portolanskih kart se začne v sredini 13. stoletja, najstarejša se imenuje Carta Pisana, ki jo hrani Nacionalna knjižnica v Parizu. Naslednje stoletje pripada Carignano karti, ki je izginila iz Državnega arhiva v Firencah, kjer je bila dolgo ohranjena; kartografska dela Genovežna Pietra Vesconteja, ilustratorja dela Marina Sanuda; karta Francisca Pizigana (1373), s stilističnim vplivom  Majorke in tistih Beccaria, Canepa in bratov Benincasa, domačinov iz Ancone.

#### Katalonski
Uvedli so novost v pomorski kartografiji, ker so to zemljepisne karte, ki imajo skupno slogovno predstavitev določenih dogodkov in geografskih območij. Mojstrovina Majorskih portolanskih kart je katalonski atlas (Atles català), ki ga je leta 1375 izdelal Abraham Cresques in ga hranijo v francoski Bibliothèque Nationale v Parizu.
Abraham Cresques je bil majorški Jud, ki je delal na službi Petra IV. Aragonskega. V svoji delavnici buxolarum [= magnetni kompas] mu je pomagal njegov sin Jafuda. Atlas je svetovni zemljevid, to je zemljevid sveta in regij z različnimi ljudmi, ki tam živijo. Delo je bilo narejeno na zahtevo princa Ivana, sina Petra IV., ki si je želel zvesto predstavitev sveta od zahoda proti vzhodu. 12 listov oblikuje svetovni zemljevid na tablah, ki so med seboj premično povezane in postavljene kot zaslon. Vsaka tabla meri 69 x 49 cm. Prva štiri besedila so napolnjena z geografskimi in astronomskimi tabelami in koledarji. Ta Cresquesov svetovni zemljevid je predstavil Azijo od Kaspijskega morja do Kitajske in upošteval informacije Marca Pola in Jordanusa.
V 14. stoletju je pomembno tudi delo Guillema Solerja, ki obdeluje oba sloga, čisto navtični in navtično-geografski. Do 15. stoletja se ujema z znamenitim portolanskim zemljevidom, ki ga je izdelal Gabriel Vallseca (1439), ki ga hrani Pomorski muzej v Barceloni in se odlikuje po poslastici izvedbe in živahnih slikovitih podrobnostih, ki jih prikriva pega črnila, ki sta jo pustila Frédéric Chopin in George Sand. 

#### Portugalski
Portugalski portolanski zemljevidi izvirajo iz majorske tradicije [18] in kot tradicionalni niso izpolnjevali zahtev, ki jih je zahtevala širitev geografskih obzorij, ki so jih dosegli Portugalci in Španci, so pa postavili osnove, ki so se nadaljevale v 16. in 17. stoletju.

#### Arabski
Ohranjena so tri srednjeveške portolanske karte napisane v arabščini:
- Zemljevid Ahmeda ibn Suleimana al-Tangija od 1413 do 1414[19]
- Zemljevid Ibrahima al-Tabib al-Mursija iz leta 1461
- Karta zahodne Evrope, anonimna in nedatirana, ohranjena v knjižnici Ambrosiana, ki izvira iz 14. ali 15. stoletja

Poleg tega je podroben opis navtične arabske karte Sredozemlja v Enciklopediji Egipčana Ibn Fadl Allah al-'Umarija, napisan med 1330 in 1348. Obstajajo tudi opisi, ki so omejeni na manjše geografske regije, v delu Ibn Sa'id al Maghribi (13. stoletje) in celo v delu Al-Idrizija (12. stoletje).

## Teorije o izvoru portolanskih zemljevidov
Začetki portolanskih kart so nejasni in nimajo nobenih znanih predhodnikov kljub njihovi natančnosti v primerjavi z drugimi zemljevidi tega obdobja. Ena študija ugotavlja, da so portolani izhajali iz zgodnejših kart, ki so nastale na podlagi zdaj imenovane Mercatorjeve projekcije, in navaja, da so portolanskii mozaiki manjših kart, vsaka s svojo velikostjo in usmerjenostjo, ter ugotavlja, da so bile kartografske zmožnosti katerekoli civilizacije, ki so izdelale predhodne karte, naprednejše od trenutno priznanih. Te zamisli zavračajo uveljavljeni raziskovalci na tem področju, ki pa najdejo številne dokaze o srednjeveških začetkih in metodah izdelave. 

## Evolucija
Prve portolanske karte so bile osredotočene na obale Sredozemlja in Črnega morja, le delni in včasih nedorečen prikaz atlantskih obal do Skandinavije. V 15. in 16. stoletju, z začetkom obdobja odkritij, se je obseg portolanskih kart razširil proti jugu do Gvinejskega zaliva. Karte so začeli črpati tudi portugalski in španski izdelovalci zemljevidov za na novo raziskana morja v Afriki, Ameriki, Južni Aziji in na Pacifiku.